# BDA-Preis Berlin
Der BDA-Preis Berlin ist ein Architekturpreis, den der Landesverband Berlin des Bund Deutscher Architektinnen und Architekten alle drei Jahre für Architekten und Bauherren gemeinsam für besondere baukünstlerische Leistungen im Land Berlin vergibt.

## Preisvergabe und Geschichte
Der BDA-Preis Berlin wird jeweils an mehrere Bauprojekte vergeben. Zusätzlich zur Preisvergabe spricht der BDA-Landesverband Berlin auch lobende Erwähnungen aus. Die Entstehung von BDA-Preis Berlin und Berliner Architekturpreis war in den frühen 1990er Jahren miteinander verknüpft. 1989 wurde vom Senat erstmals für Bauprojekte der Preis des Landes West-Berlin vergeben. Nach der Wiedervereinigung sollte der BDA Berlin diese Aufgabe übernehmen. Zu diesem Zeitpunkt war der Architekt Jan Rave Vorsitzender des BDA-Landesverbands Berlin, seine Amtszeit dauerte von 1987 bis 1993. In seiner Tätigkeit als Vorsitzender des BDA-Berlin initiierte Rave die Gründung des Vereins Architekturpreis Berlin als externen Trägerverein für die Preisvergabe. In den darauf folgenden Jahren galten BDA-Preis Berlin und Architekturpreis Berlin synonym. Zuerst existierte kein festgelegtes Zeitintervall der Preisvergabe, dann etablierte sich ein dreijähriger Turnus. Der Verein Architekturpreis Berlin war zwar verantwortlich für die Preisvergabe, aber BDA-Berlin und Trägerverein handelten quasi unisono. Dieses Arrangement bestand von 1992 bis 2006. Seit 2007 vergibt der Verein Architekturpreis Berlin eine eigene Auszeichnung und der BDA-Landesverband Berlin vergibt den BDA-Preis Berlin. Seit 2012 wird ein Publikumspreis vergeben, der durch eine Online-Abstimmung ermittelt wird.

## Seit 2007: BDA-Preis Berlin

### 2024

#### Preise
- Neubau eines Wohngebäudes mit einer Gewerbeeinheit, Mittelweg 8, Berlin-Neukölln; Planung: DMSW Architekten; Bauherr: Planungsgemeinschaft Mittelweg 8.[5]

- Neubau eines Kultur- und Bürogebäudes: Spore Initiative & Publix, Hermannstr. 90/86, Berlin-Neukölln; Planung: AFF Architekten; Bauherr: Schöpflin Stiftung.[6]
- Café Leo, Leopoldplatz, Berlin-Wedding, Neubau; Planung: sophie & hans; Bauherr: Stiftung Wendepunkt.[7]

#### Sonderpreis
- San Gimignano Lichtenberg; Planung: b+ Prototypenwerkstatt, bplus.xyz; Bauherr: Prof. Arno Brandlhuber[8]

#### Auszeichnungen
- Blaue Stunde im Spreepark, Kiehnwerderallee 1–3, Plänterwald, Transformation der Mero-Halle; Planung: modulorbeat; Bauherr: Spreepark Art Space / Grün Berlin.[9]
- th62 – Neubau von sechs Stadthäusern, Thulestr. 62, Berlin-Pankow. Planung: zanderroth; Bauherr: Privat.[10]
- Doppelschule Allee der Kosmonauten, Allee der Kosmonauten 22, Lichtenberg, Neubau. Planung: ARGE: PPAG architects ztgmbh, FCP Fritsch, Chiari & Partner ZT GmbH; Bauherr: HOWOGE Wohnungsbaugesellschaft mbH[11]

#### Publikumspreise
- Sozio-kulturelles Projekt Lebensort Vielfalt am Südkreuz. Planung: von roedig . schop; Bauherr: Schwulenberatung Berlin (1. Rang).
- Sanierung, Umbau und Erweiterung des ehemaligen Kulturhauses am Weißensee zum Bildungs- und Kulturzentrum Peter Edel. Planung: KNY & Weber Architekten; Bauherren: Kommunales Bildungswerk (2. Rang).
- Nashorn Pagode im Berliner Zoo wurde als weithin sichtbare Landmarke für bedrohte Tierarten konzipiert und bietet Panzernashörnern, Tapiren und Pustelschweinen ein gemeinsames Zuhause: Planung: dan pearlman.

### 2021
Preise

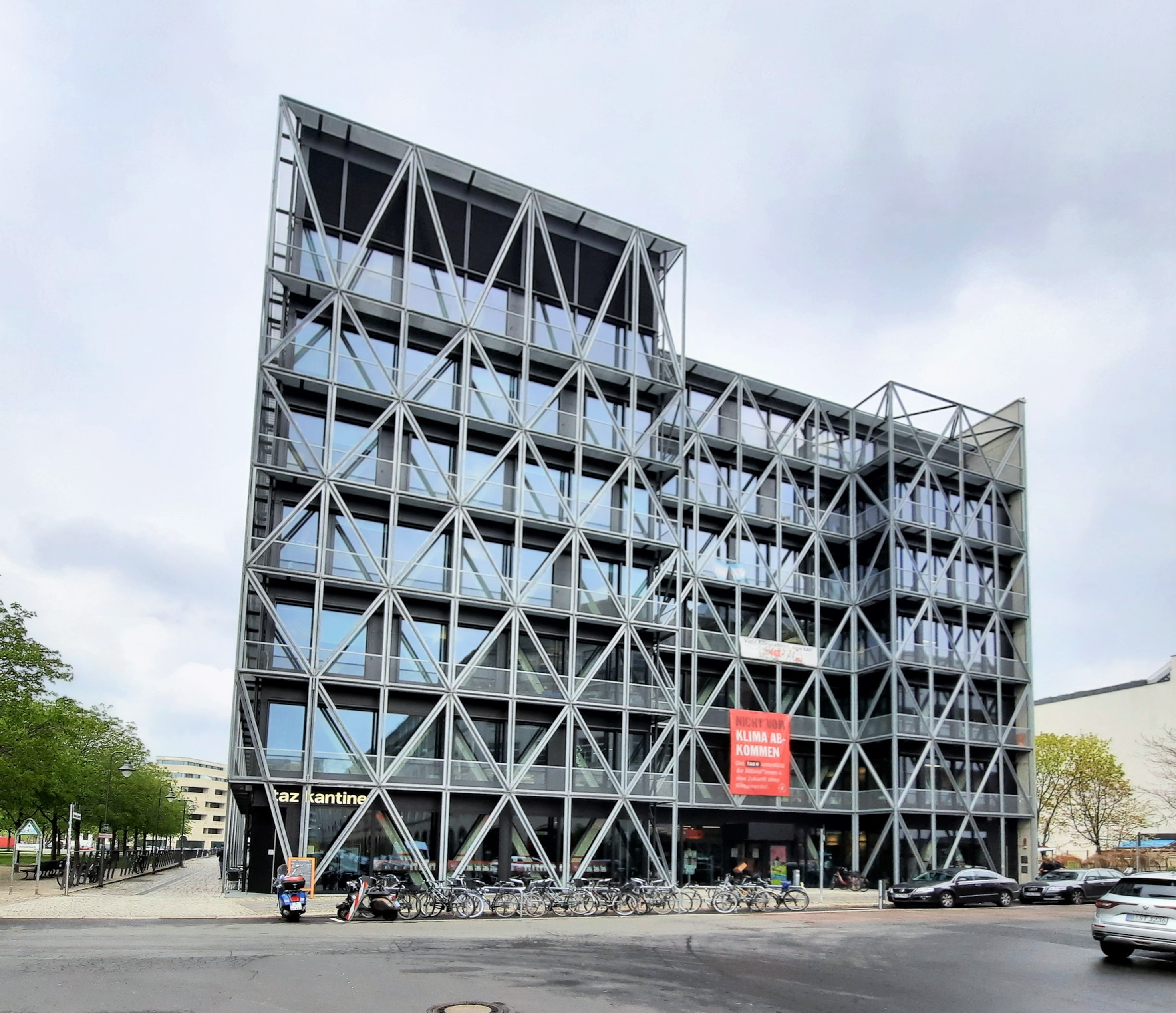
TAZ-Redaktionsgebäude in der Friedrichstraße, E2A / Piet Eckert und Wim Eckert Architekten

- Grundinstandsetzung Neue Nationalgalerie, Berlin-Tiergarten (Lage); Planung: David Chipperfield Architects Berlin; Bauherren: Stiftung Preußischer Kulturbesitz (vertreten durch das Bundesamt für Bauwesen und Raumordnung)
- TAZ-Neubau, Berlin-Kreuzberg (Lage); Planung: E2A / Piet Eckert und Wim Eckert Architekten; Bauherren: TAZ, Die Tageszeitung, Verlagsgenossenschaft eG
- Hotel Wilmina, Berlin-Charlottenburg (Lage); Planung: Grüntuch-Ernst Architekten, Beratung Freianlagen und Gartengestaltung: Marc Pouzol (Atelier le Balto) und Christian Meyer; Bauherren: Privat
- Hochschule für Schauspielkunst Ernst Busch, Berlin-Mitte (Lage); Planung: Ortner & Ortner Baukunst; Bauherren: Senatsverwaltung für Stadtentwicklung, Bauen und Wohnen

Sonderpreis
- Terrassenhaus Lobe Block – Atelier- und Ausstellungshaus, Berlin-Gesundbrunnen (Lage); Planung: Brandlhuber+ Emde, Burlon/Muck Petzet Architekten; Bauherren: Olivia Reynolds/Lobe Block GmbH & Co. KG

Auszeichnungen
- Neues Wohnen an der Briesestraße, Berlin-Neukölln (Lage)[13]; Planung: EM2N Architekten Berlin; Bauherren: Stadt und Land Wohnbauten-Gesellschaft mbH
- Wohnregal – Wohn- und Arbeitsateliers, Berlin-Moabit (Lage)[14]; Planung: FAR Frohn & Rojas Planungsgesellschaft; Bauherren: Privat
- Wohnbebauung mit Kita, Paul-Zobel-Straße, Berlin-Fennpfuhl (Lage)[15]; Planung: Heide & von Beckerath; Bauherren: HOWOGE Wohnungsbaugesellschaft mbH
- Julia Stoschek Collection Berlin, Berlin-Mitte (Lage); Planung: Johanna Meyer-Grohbrügge; Bauherrin: Julia Stoschek, Julia Stoschek Foundation e. V.

Lobende Erwähnungen
- Bricks – Umbau ehemaliges Postgelände Berlin-Schöneberg (Lage)[16]; Planung: Graft Gesellschaft von Architekten; Bauherren: Trockland Management GmbH
- Neubau und Verdichtung, Berlin-Wedding (Lage)[17]; Planung: Holzer-Kobler Architekturen mit Zweikant Architekturen; Bauherren: Lindower Straße 18 GmbH
- Walden 48 – Neubau eines Mehrfamilienhauses in Holzbauweise, Berlin-Friedrichshain (Lage)[18]; Planung: Scharabi Architekten mit Anne Raupach; Bauherren: Planungsgemeinschaft Walden 48 GbR
- Berlin Institute for Medical Systems Biology, Berlin-Mitte (Lage)[19]; Planung: Staab Architekten; Bauherren: Max-Delbrück-Centrum für Molekulare Medizin in der Helmholtz-Gemeinschaft

Publikumspreise
- Townhouse Oberwallstraße 27, Berlin-Mitte (Lage)[20]; Planung: Patzschke Planungsgesellschaft; Bauherren: Bauwert AG (1. Rang)
- Charlie Living, Berlin-Kreuzberg (Lage); Planung: Graft Gesellschaft von Architekten; Bauherren: Trockland Management GmbH (2. Rang)
- Dachaufstockung Wassertorstraße, Berlin-Kreuzberg (Lage)[21]; Planung: Buchner + Wienke Architekten mit Architekturbüro Martina Trixner; Bauherren: GbR Bauherrengemeinschaft Wassertorstraße

### 2018
Preise
- Wohnbebauung Elf Freunde, Berlin-Rummelsburg (Lage)[23]; Planung: AFF Architekten GmbH; Bauherren: Baugruppe Elf Freunde
- Wohnhaus Einfach gebaut, Berlin-Friedrichshain (Lage)[24]; Planung: Orange Architekten; Bauherren: Orange Bauwerk GmbH
- SOS-Kinderdorf, Botschaft für Kinder, Berlin-Moabit (Lage); Planung: Ludloff-Ludloff Architekten; Bauherren: SOS-Kinderdorf e. V.

Auszeichnungen

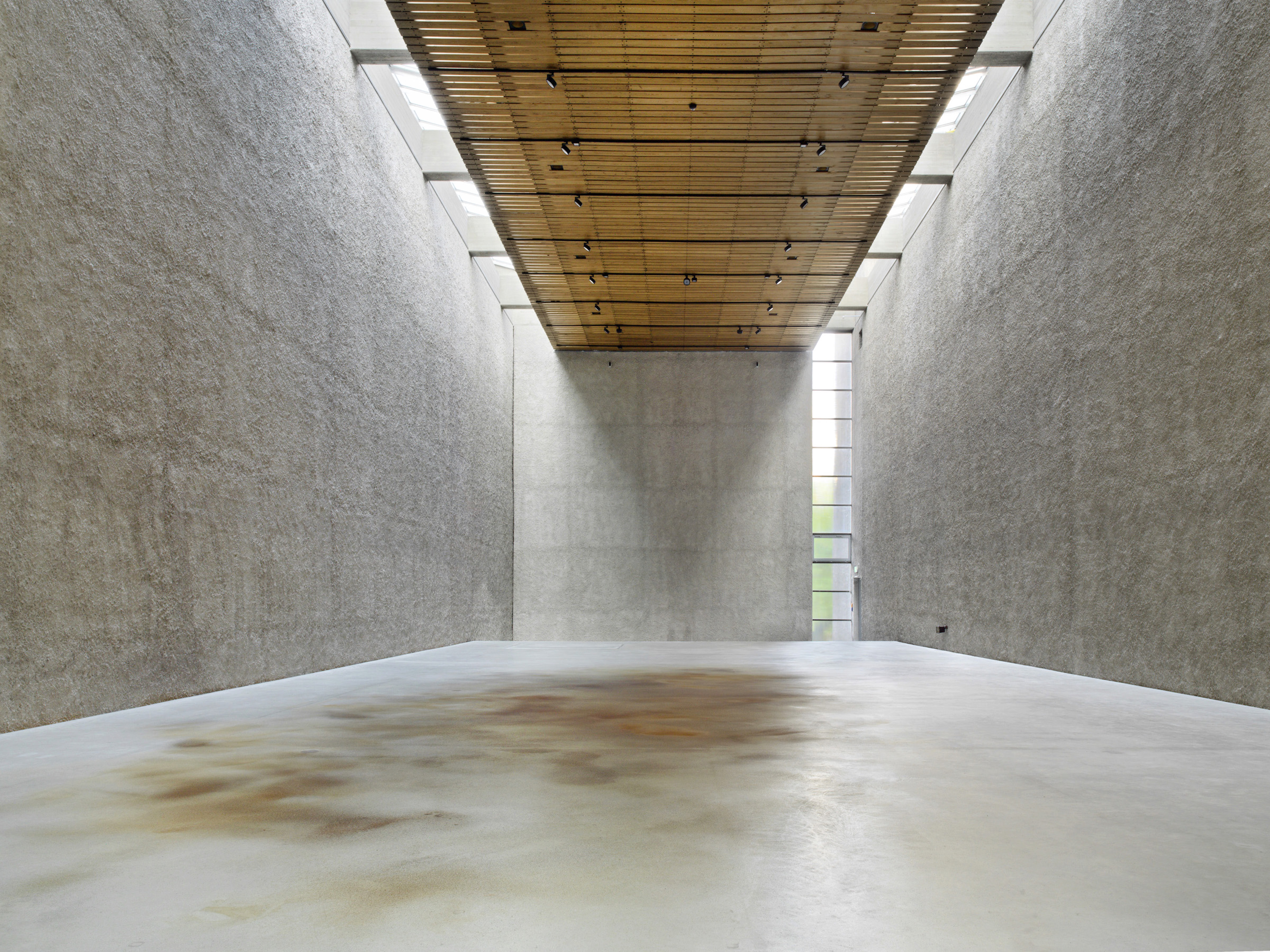
Auszeichnung 2018: Umbau St. Agnes, Brandlhuber+ Emde, Burlon/Riegler-Riewe Architekten

- IBeB – Integratives Bauprojekt am ehemaligen Blumengroßmarkt, Berlin-Kreuzberg (Lage); Planung: ARGE ifau | Heide und von Beckerath; Bauherren: IBeB GbR
- Umbau Kirche St.-Agnes, Berlin-Kreuzberg (Lage); Planung: Brandlhuber + Emde, Burlon/Riegler-Riewe Architekten; Bauherren: Johann und Lena König
- Wohnungsneubau an der Schillerpark-Siedlung, Berlin-Wedding (Lage);[25] Planung: Bruno Fioretti Marquez;[26] Bauherren: Berliner Bau- und Wohnungsgenossenschaft von 1892 eG
- Modernisierung Staatsoper Unter den Linden, Berlin-Mitte (Lage); Planung: HG Merz GmbH; Bauherren: Senatsverwaltung für Stadtentwicklung und Wohnen
- Mietshaus Niederbarnimstraße 9, Berlin-Friedrichshain (Lage); Planung: Trutz von Stuckrad Penner Architekten; Bauherren: Stadtboden Grundstücks GmbH & Co.

Publikumspreis
- Bürogebäude 50Hertz Netztquartier, Berlin-Moabit (Lage) Planung: Love Architecture and Urbanism ZT GmbH/Kadawittfeldarchitektur; Bauherren: 50Hertz Transmission GmbH

### 2015
Preise

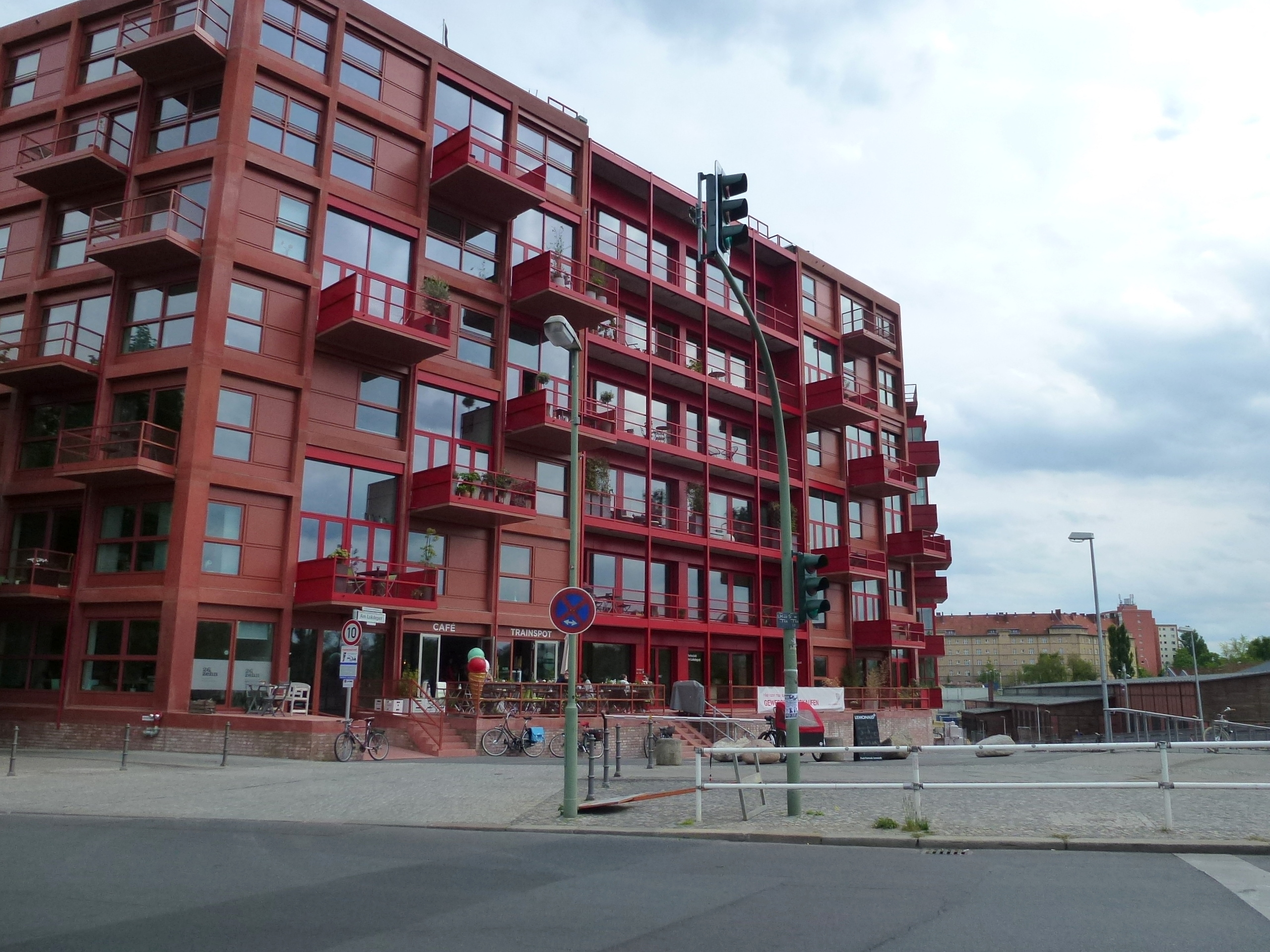
Preis 2015: Wohnbebauung Am Lokdepot, Robertneun Architekten

- Wohnbebauung Am Lokdepot 1 2 3, Berlin-Schöneberg (Lage); Planung: Robertneun Architekten; Bauherren: UTB Projektmanagement- und Verwaltungsgesellschaft mbH Berlin, Thomas Bestgen
- c/o Foundation im Amerika-Haus, Berlin-Charlottenburg (Lage); Planung: Petra und Paul Kahlfeldt, MVprojekte Meyer Voggenreiter mit Wolfgang Zeh, B19 Planung und Projektleitung Holger Sack, Kahlfeldt Architekten; Bauherren: c/o Berlin Foundation, Karin Hänsler; Land Berlin vertreten durch BIM Berliner Immobilienmanagement GmbH, Klaus Gendner
- Soteria Um- und Ausbau einer psychiatrischen Station des St. Hedwig Krankenhauses, Berlin-Mitte (Lage)[28]; Planung: Thinkbuild Architecture; Bauherren: Alexianer St. Hedwig Kliniken GmbH
- Büro-, Wohn- und Galerienutzung in der Joachimstraße, Berlin-Mitte (Lage); Planung: David Chipperfield Architects; Bauherren: Grundstücksgesellschaft Joachimstraße 11 GmbH & Co. KG, vertreten durch Eva Schad und Harald Müller

Auszeichnungen
- FU Berlin Holzlaube, Berlin-Dahlem (Lage); Planung: Florian Nagler Architekten GmbH; Bauherren: Freie Universität Berlin
- Ch39-Monohaus (Lage)[29]; Planung: Zanderrotharchitekten; Bauherren: Angela Knewitz und Stefan Karl
- Wohnhäuser an der Alten Stadtmauer, Berlin-Mitte (Lage)[30]; Planung: Atelier Zafari; Bauherren: Just Living GmbH
- Küche für das Himmelbeet, Berlin-Wedding (Lage); Planung: Raumstar*architekten; Bauherren: Himmelbeet gGmbH (auch Publikumspreis 2015)

### 2012
Preise

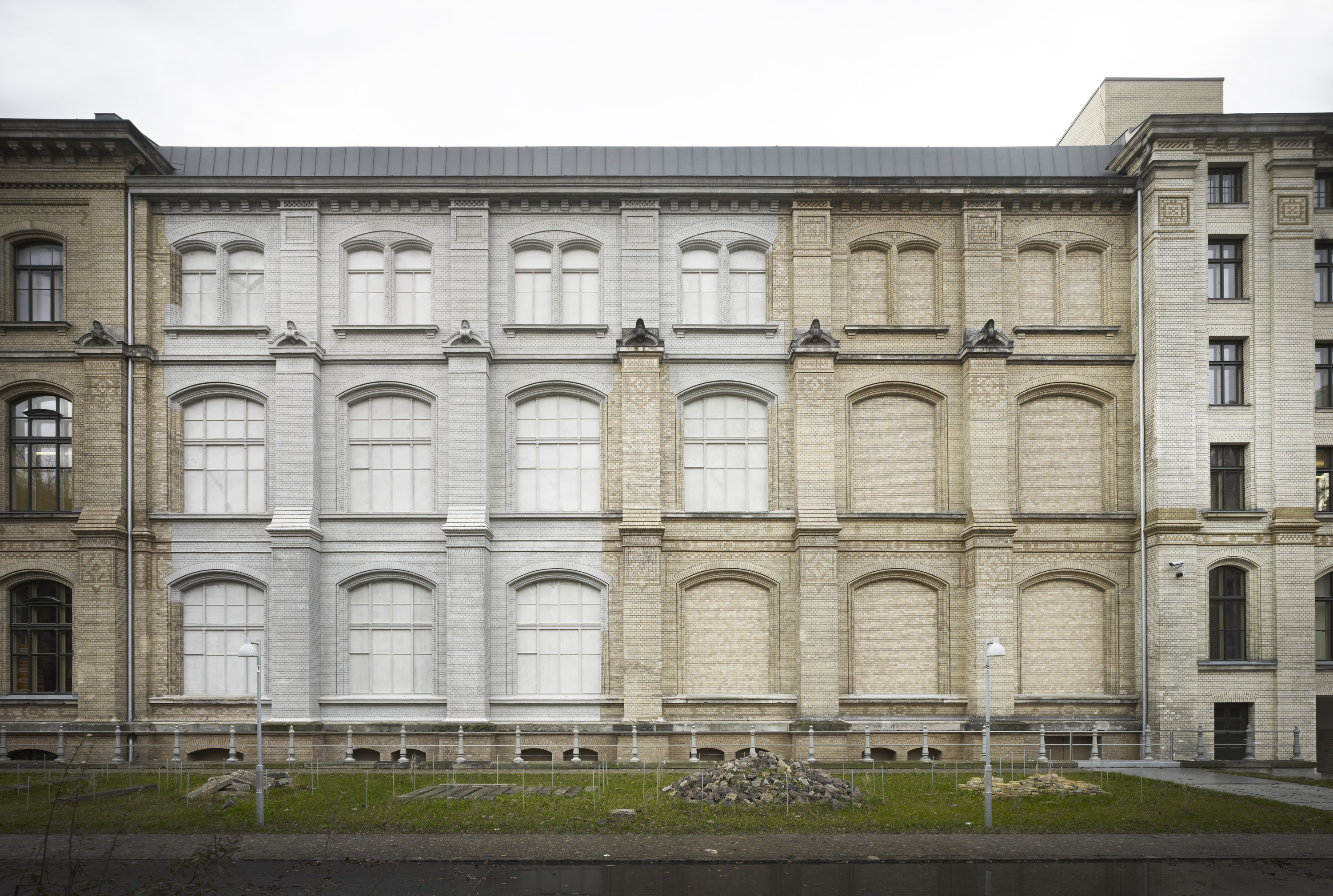
Preis 2012: Museum für Naturkunde, Neubau des Ostflügels, Diener & Diener Architekten

- Wohn-, Büro- und Galeriehaus 0113 Brunnenstraße, Berlin-Mitte (Lage); Planung: Brandlhuber+ ERA, Emde, Schneider; Bauherr: Arno Brandlhuber
- Restaurierung von Aula und Vorraum der Kunsthochschule Berlin-Weißensee (Lage); Planung: Baukanzlei Fiel-Jennrich; Bauherren: Kunsthochschule Weißensee, Wüstenrot Stiftung
- Museum für Naturkunde – Neubau des Ostflügels, Berlin-Mitte (Lage); Planung: Diener & Diener; Bauherren: Humboldt-Universität zu Berlin
- Betriebsgebäude der Artis GmbH, Berlin-Tempelhof (Lage); Planung: Roswag Architekten; Bauherren: Artis GmbH

Auszeichnungen
- Wohnhaus Flottwell Zwei, Berlin-Tiergarten-Süd (Lage); Planung: Heide & von Beckerath; Bauherren: Flottwellstraße 2 GbR

Lobende Erwähnungen
- Wohnhaus Mischen Possible, Berlin-Prenzlauer Berg (Lage); Planung: BAR Architekten; Bauherren: Baugruppe GbR Oderberger Straße 56
- Wohnhaus 3xGrün, Berlin-Pankow (Lage); Planung: IfuH Institut für urbanen Holzbau, Atelier PK Architektur, Roedig-Schop Architekten, Royzinski-Sturm Architekten; Bauherren: Baugruppe 3XGRÜN GbR
- Wohnanlage Bigyard, Berlin-Pankow (Lage); Planung: Zanderroth Architekten; Bauherren: Bauherrengemeinschaft Zelterstraße 5 GbR

Publikumspreis
- Wochenendhaus auf Valentinswerder (Lage); Planung: Kalopepe Architektur; Bauherr: Privat[31]
- PHED, Passivhaus am Engeldamm, Berlin-Mitte (Lage); Planung: SC Architekten; Bauherren: Stiftung Edith Maryon[32]

### 2009
Preise
- Umbau Reichsbahnbunker Friedrichstraße zu Wohnhaus und Sammlung Boros, Berlin-Mitte (Lage);Planung: Realarchitektur (Jens Casper, Petra Petersson, Andrew Strickland); Bauherr: Christian Boros
- Wiederaufbau Neues Museum, Museumsinsel, Berlin-Mitte (Lage); Planung: David Chipperfield Architects mit Julian Harrap; Bauherren: Stiftung Preußischer Kulturbesitz vertreten durch das Bundesamt für Bauwesen und Raumordnung
- Bibliothek Jacob-und-Wilhelm-Grimm-Zentrum, Berlin-Mitte (Lage); Planung: Max Dudler; Bauherren: Humboldt-Universität zu Berlin vertreten durch Senatsverwaltung für Stadtentwicklung
- Mittelpunktbibliothek, Berlin-Köpenick (Lage); Planung: Bruno Fioretti Marquez mit Nele Dechmann; Bauherren: Land Berlin, Abteilung Umwelt, Grün und Immobilienwirtschaft
- Einkaufszentrum Lio, Berlin-Lichterfelde (Lage); Planung: Benedict Tonon; Bauherren: Ratus Vermögensverwaltung GmbH

Auszeichnungen
- Wohnhaus E3, Esmarchstraße, Berlin-Pankow (Lage); Planung: Kaden-Klingbeil Architekten; Bauherren: e3 BauGbR
- Lebensmittelmarkt Frischeparadies, Berlin-Pankow (Lage); Planung: Robertneun Architekten; Bauherren: Frischeparadies Lindenberg GMBH & Co. KG
- Galeriehaus Am Kupfergraben, Berlin-Mitte (Lage); Planung: David Chipperfield Architects; Bauherren: Céline und Heiner Bastian

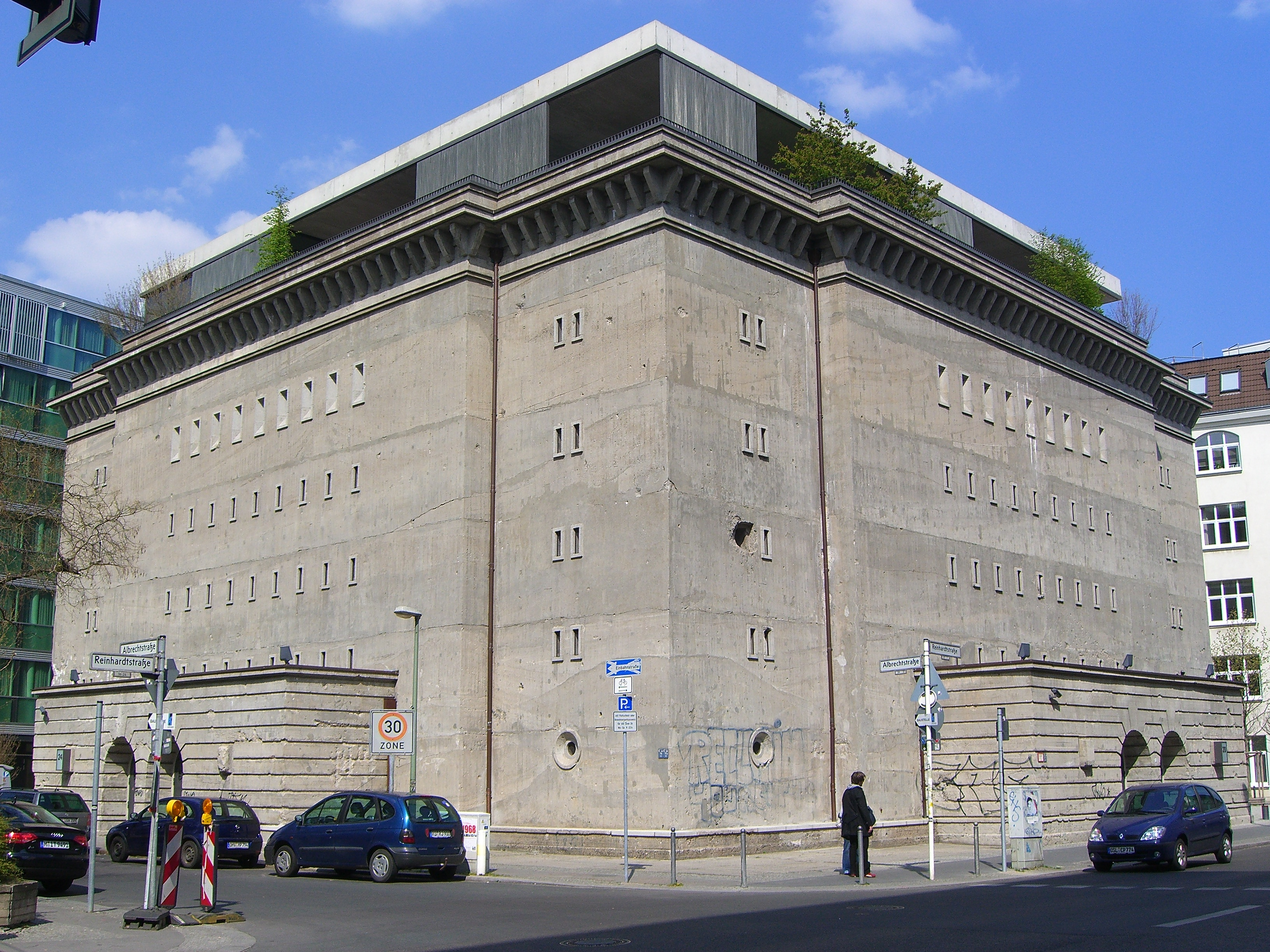
Preis 2009: Umbau Hochbunker zu Wohnhaus und Sammlung Boros, Realarchitektur
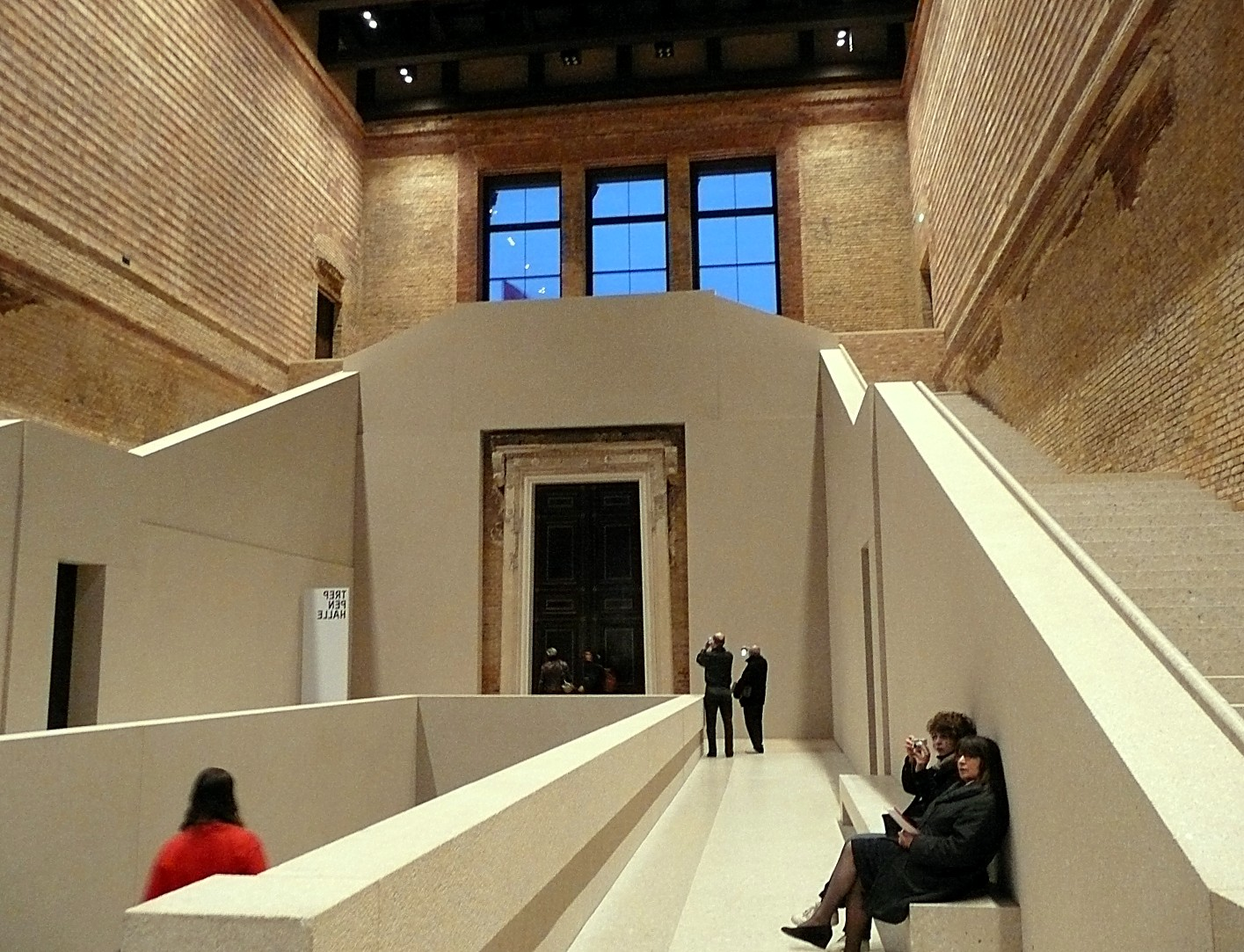
Preis 2009: Wiederaufbau Neues Museum, David Chipperfield Architects, Julian Harrap
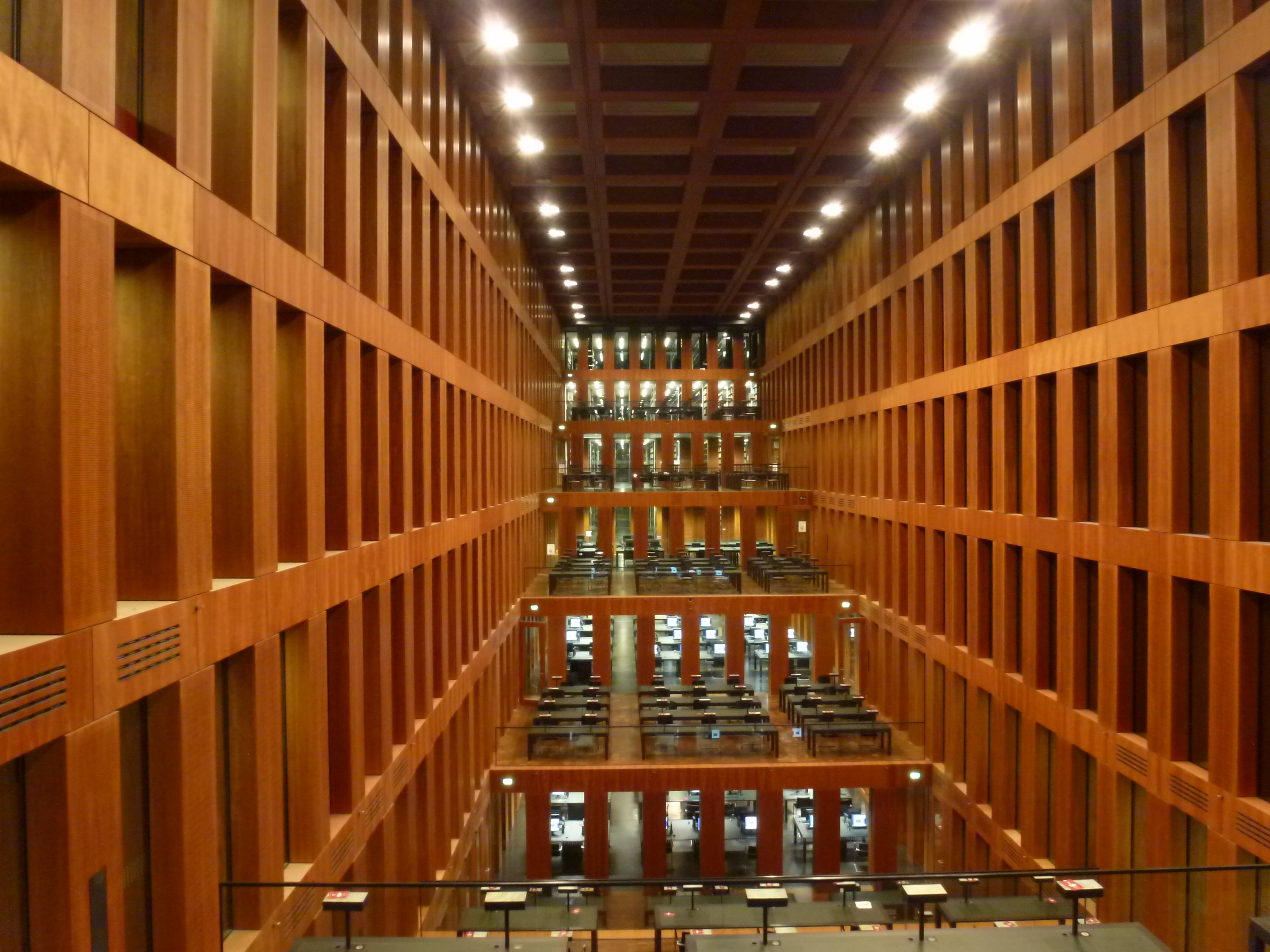
Preis 2009: Bibliothek Jacob-und-Wilhelm-Grimm-Zentrum, Max Dudler
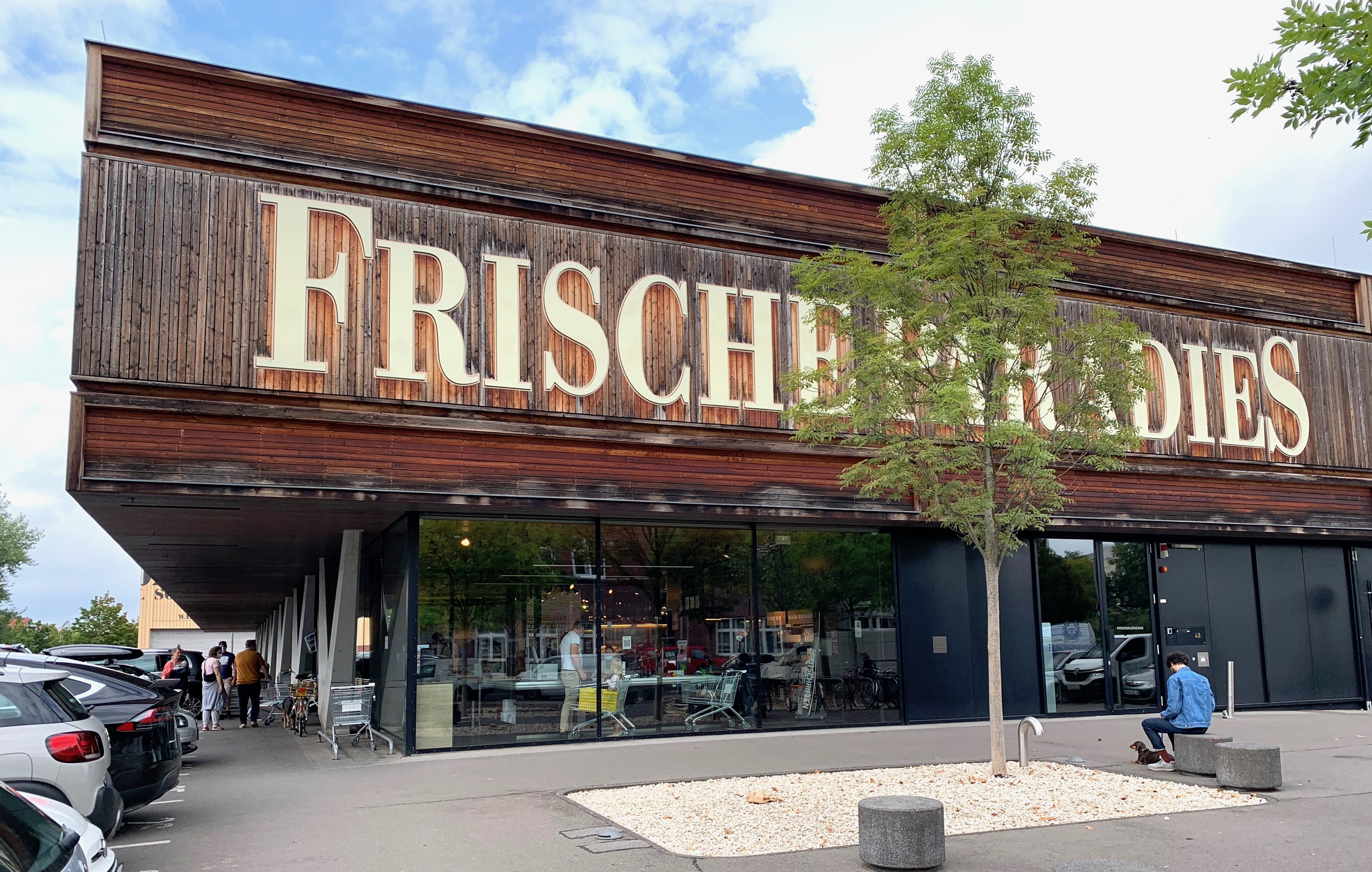
Auszeichnung 2009: Frischeparadies, Robertneun Architekten
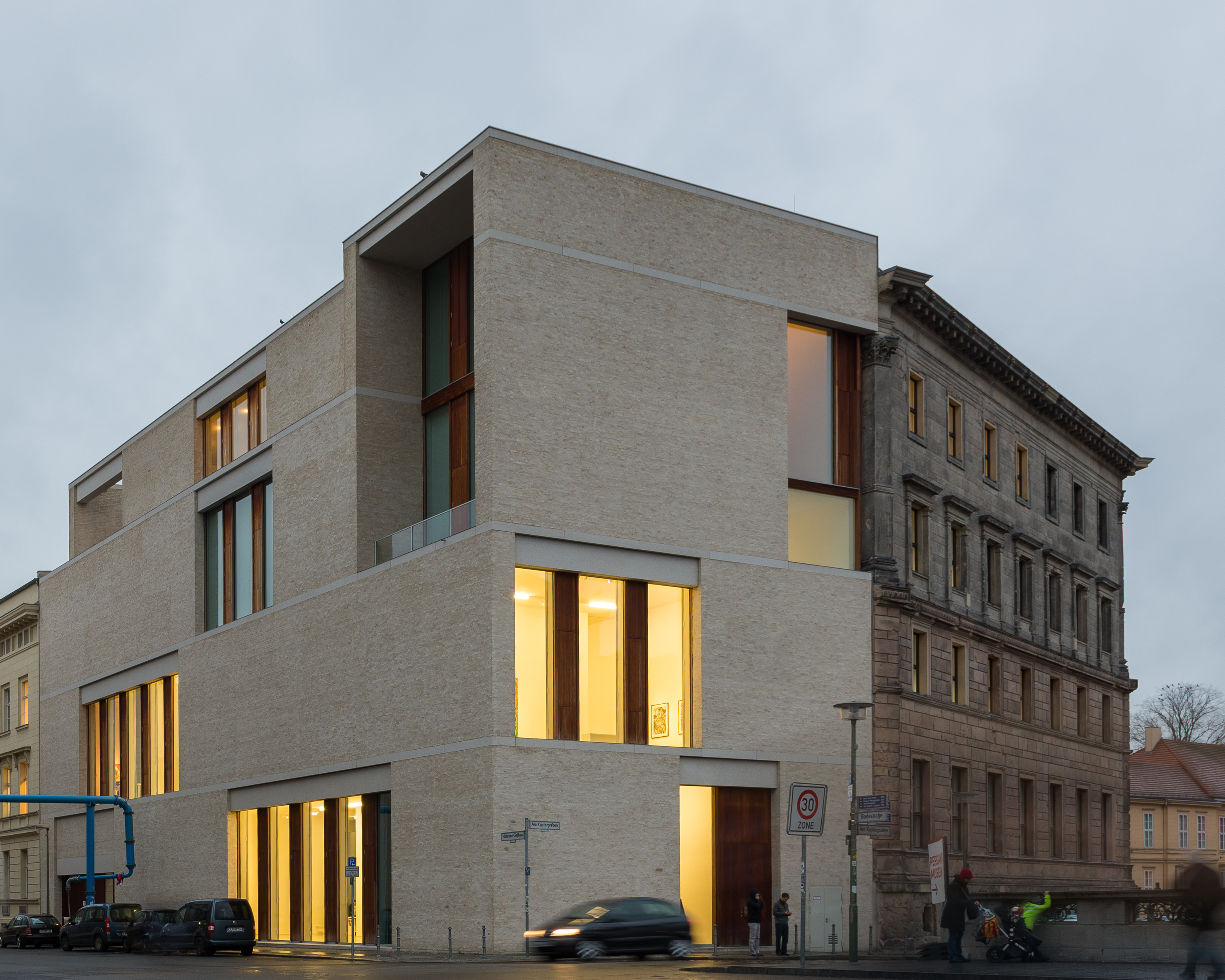
Auszeichnung 2009: Galeriehaus Am Kupfergraben, David Chipperfield Architects

## 1992 bis 2006: BDA Berlin und Architekturpreis Berlin e. V.

### 2006
Preis
- Neubau der Philologischen Fachbereichsbibliothek der Freien Universität, Berlin-Dahlem (Lage); Planung: Foster + Partners; Bauherren: Land Berlin, Senatsverwaltung für Stadtentwicklung Berlin

Auszeichnungen
- Neubau der Akademie der Künste, Berlin-Mitte (Lage); Planung: Behnisch & Partner mit Werner Durth; Bauherren: Land Berlin, Senatsverwaltung für Stadtentwicklung Berlin
- Winterbadeschiff Berlin-Treptow (Lage); Planung: Wilk-Salinas Architekten mit Thomas Freiwald, Berlin; Bauherren: Kulturarena, Berlin
- Olympiastadion Berlin – Umbau, Renovierung und Überdachung, Berlin-Westend (Lage); Planung: GMP Architekten - von Gerkan, Marg und Partner, Hamburg; Bauherren: Land Berlin, Senatsverwaltung für Stadtentwicklung Berlin
- Feuer- und Polizeiwache für das Regierungsviertel, Berlin-Moabit (Lage); Planung: Sauerbruch Hutton; Bauherren: Land Berlin, Senatsverwaltung für Stadtentwicklung Berlin
- Hotel Concorde Berlin-Westend (Lage); Planung: Jan Kleihues, Kleihues + Kleihues Gesellschaft von Architekten mbH; Bauherren: Grothe Immobilien KG
- Denkmal für die ermordeten Juden Europas, Berlin-Mitte (Lage); Planung: Eisenman Architects
- Club Week12end, Berlin-Mitte (Lage); Planung: Robertneun Architekten - Baecker Buschmann Friedrich; Bauherren: Bullet Event GmbH

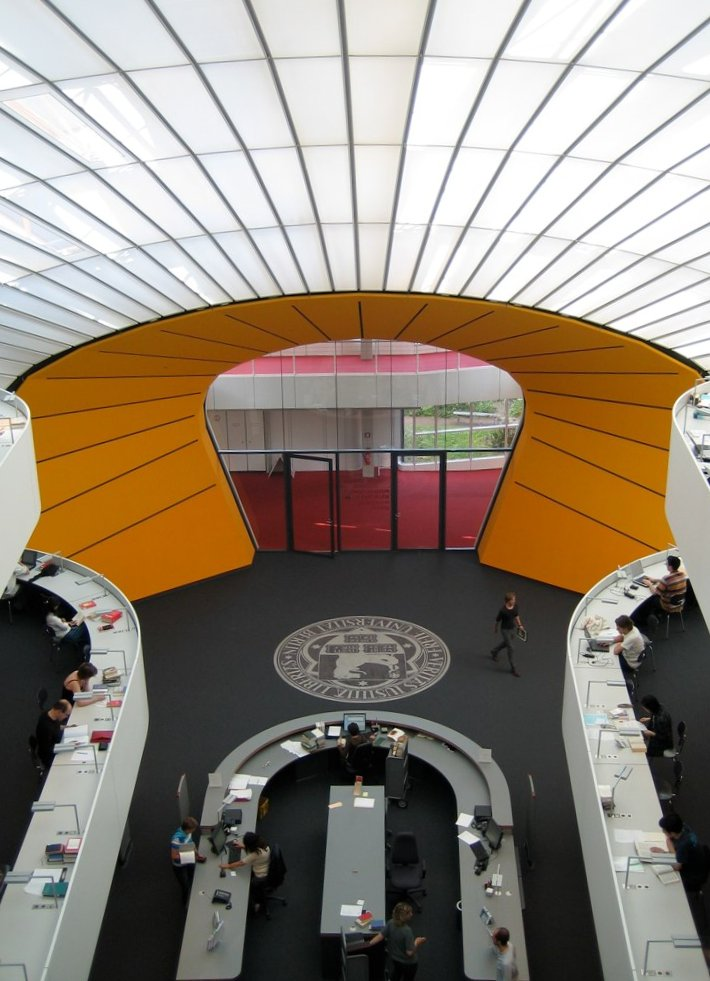
Preis 2006: Philologische Bibliothek der FU Berlin, Foster + Partners
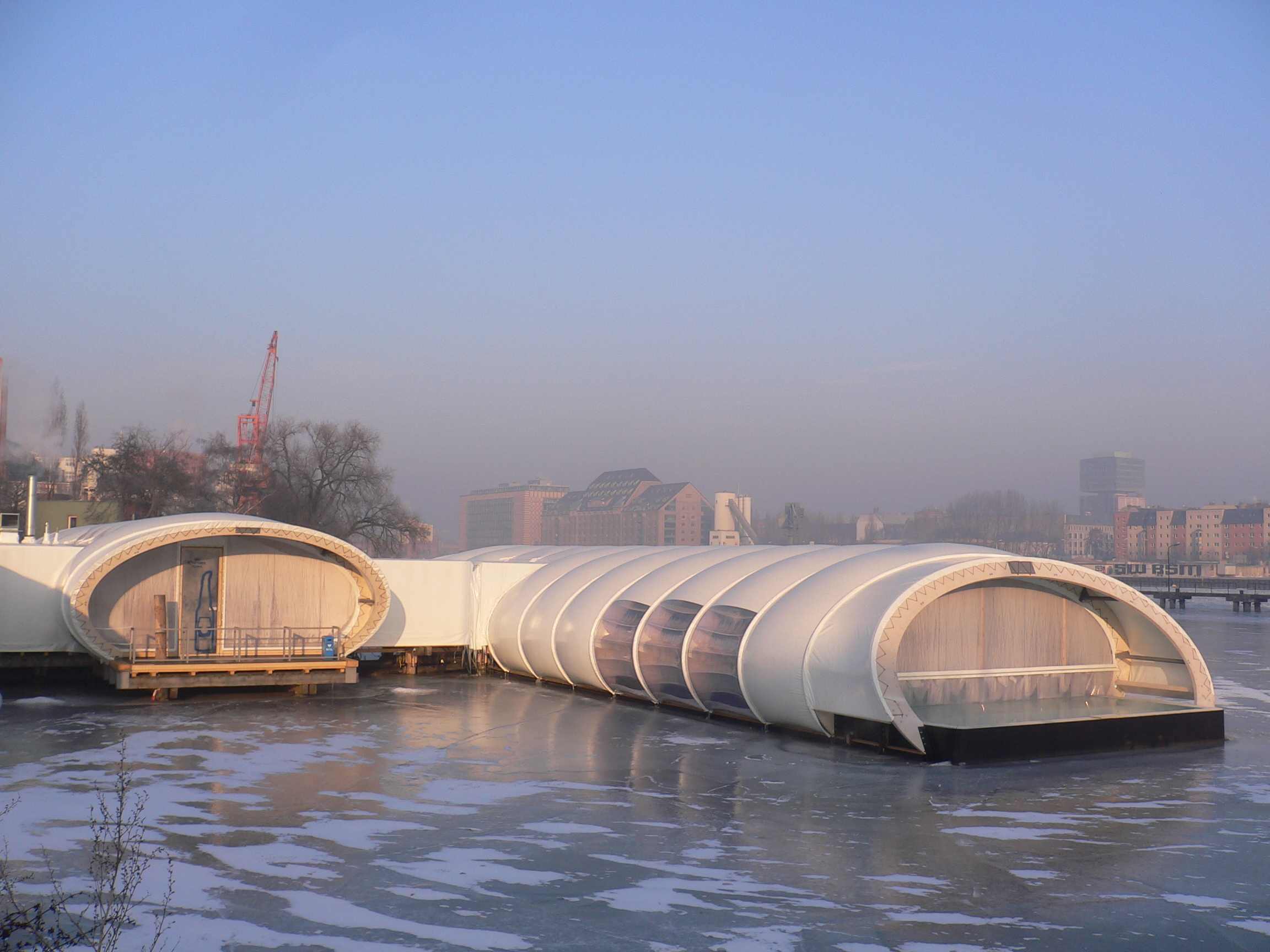
Auszeichnung 2006: Winterbadeschiff, Wilk-Salinas Architekten mit Thomas Freiwald
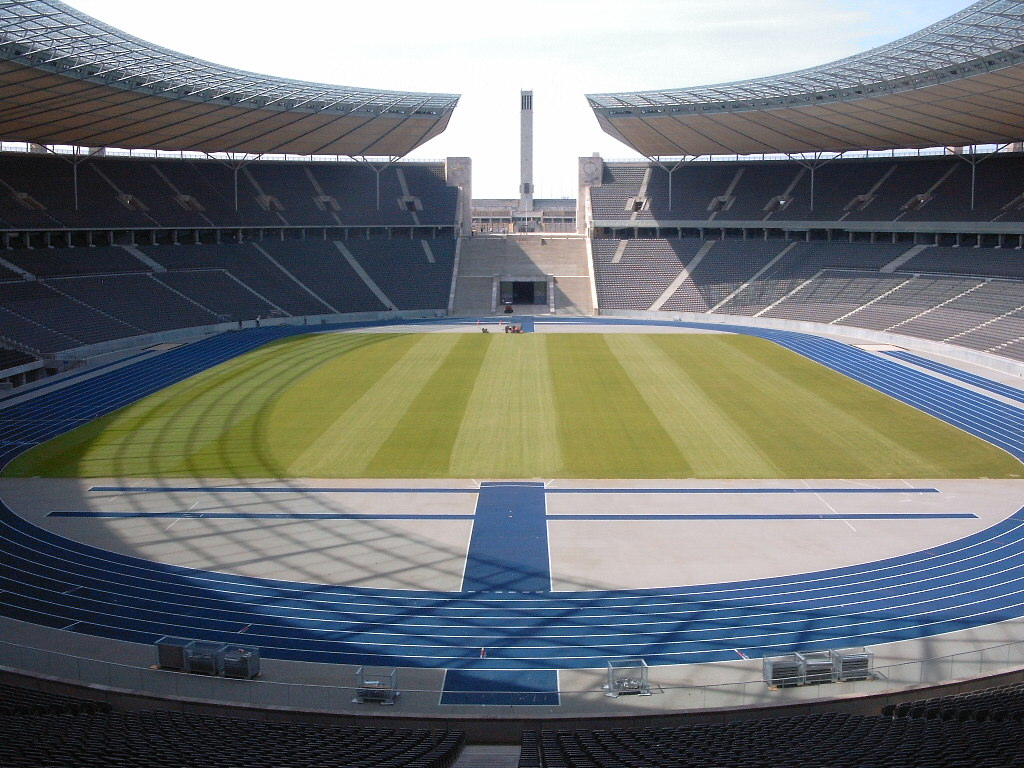
Auszeichnung 2006: Umbau Olympiastadion Berlin, GMP Architekten
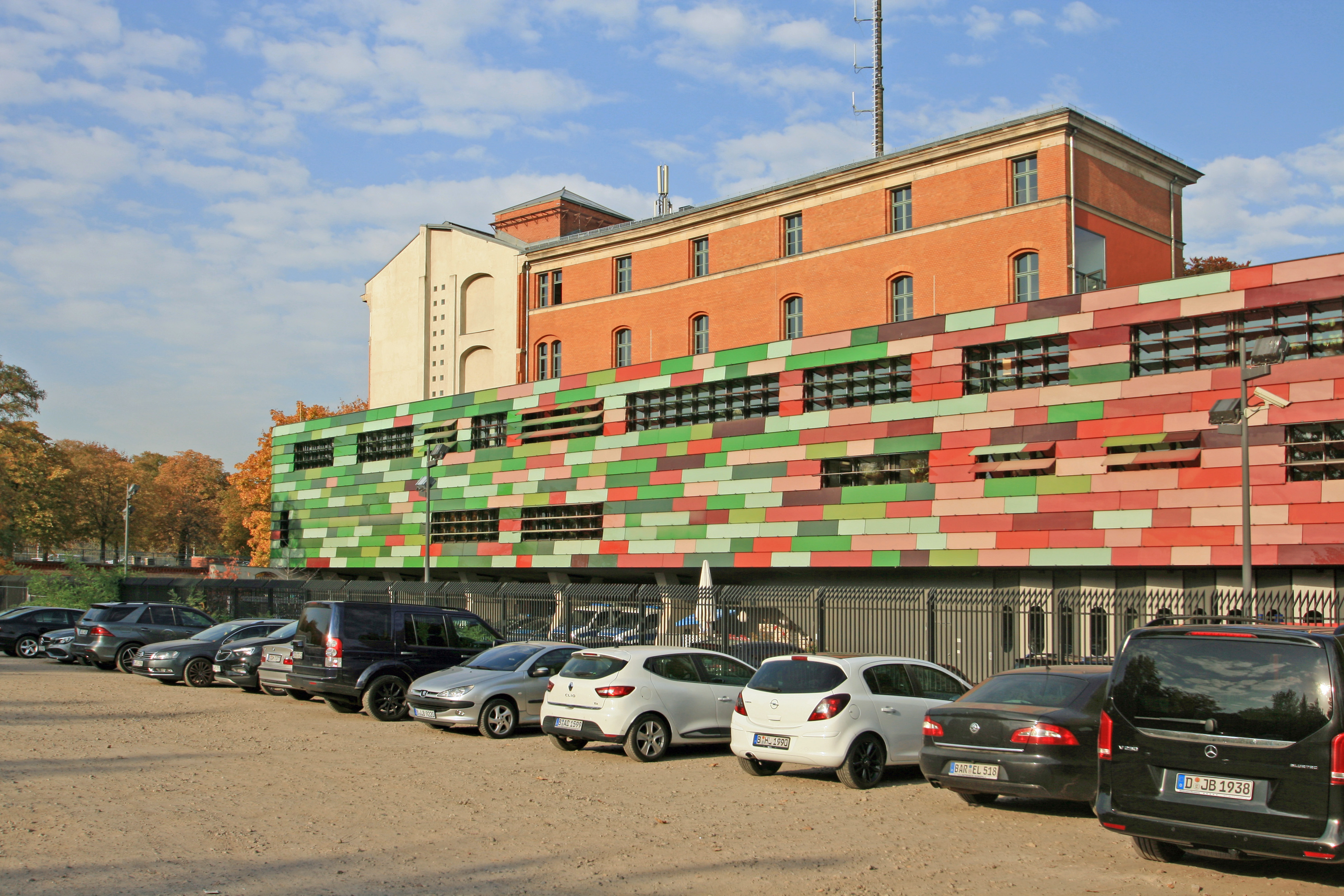
Auszeichnung 2006: Feuerwache für das Regierungsviertel, Sauerbuch-Hutton
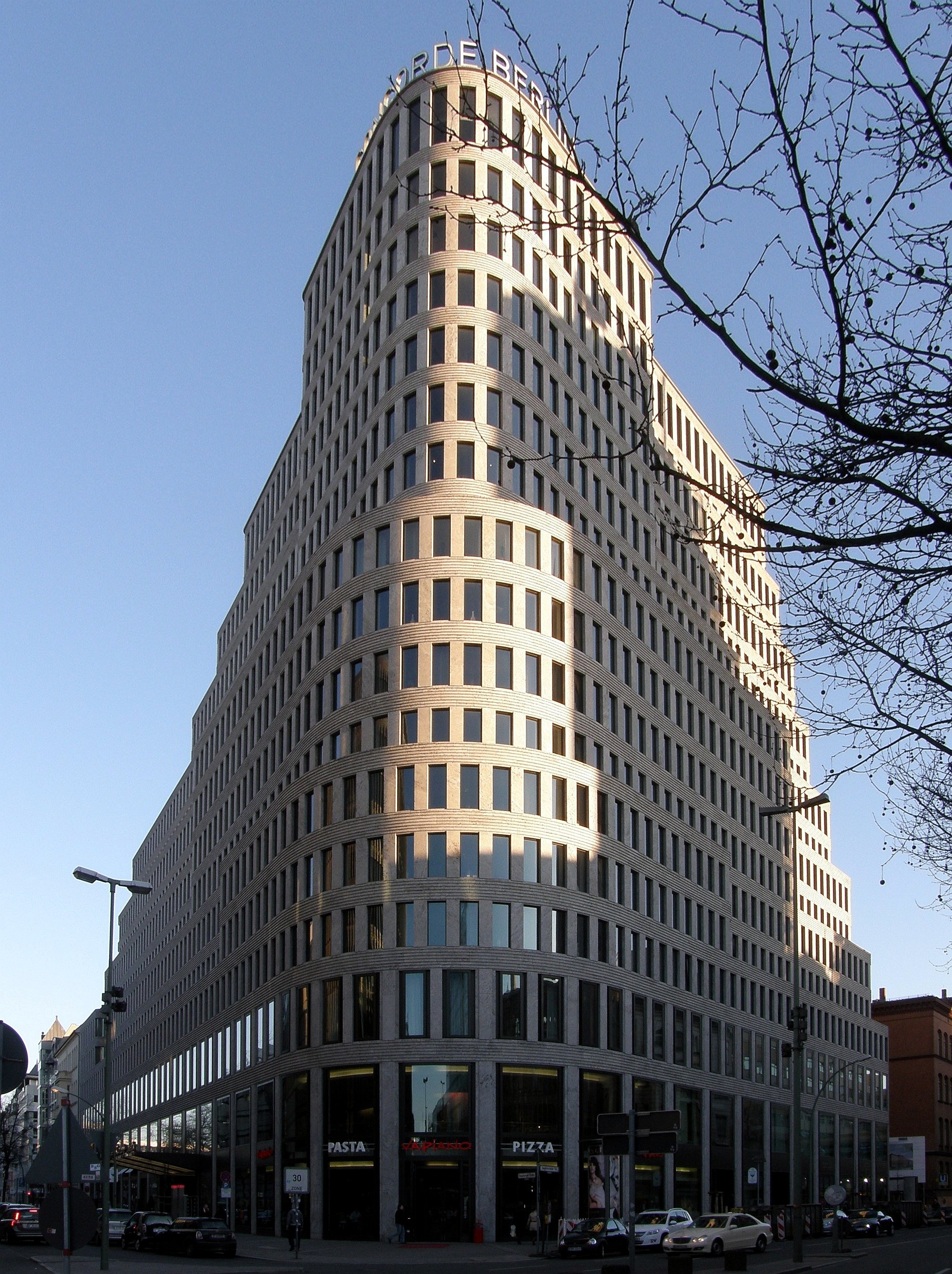
Auszeichnung 2006: Hotel Concorde, Kleihues + Kleihues
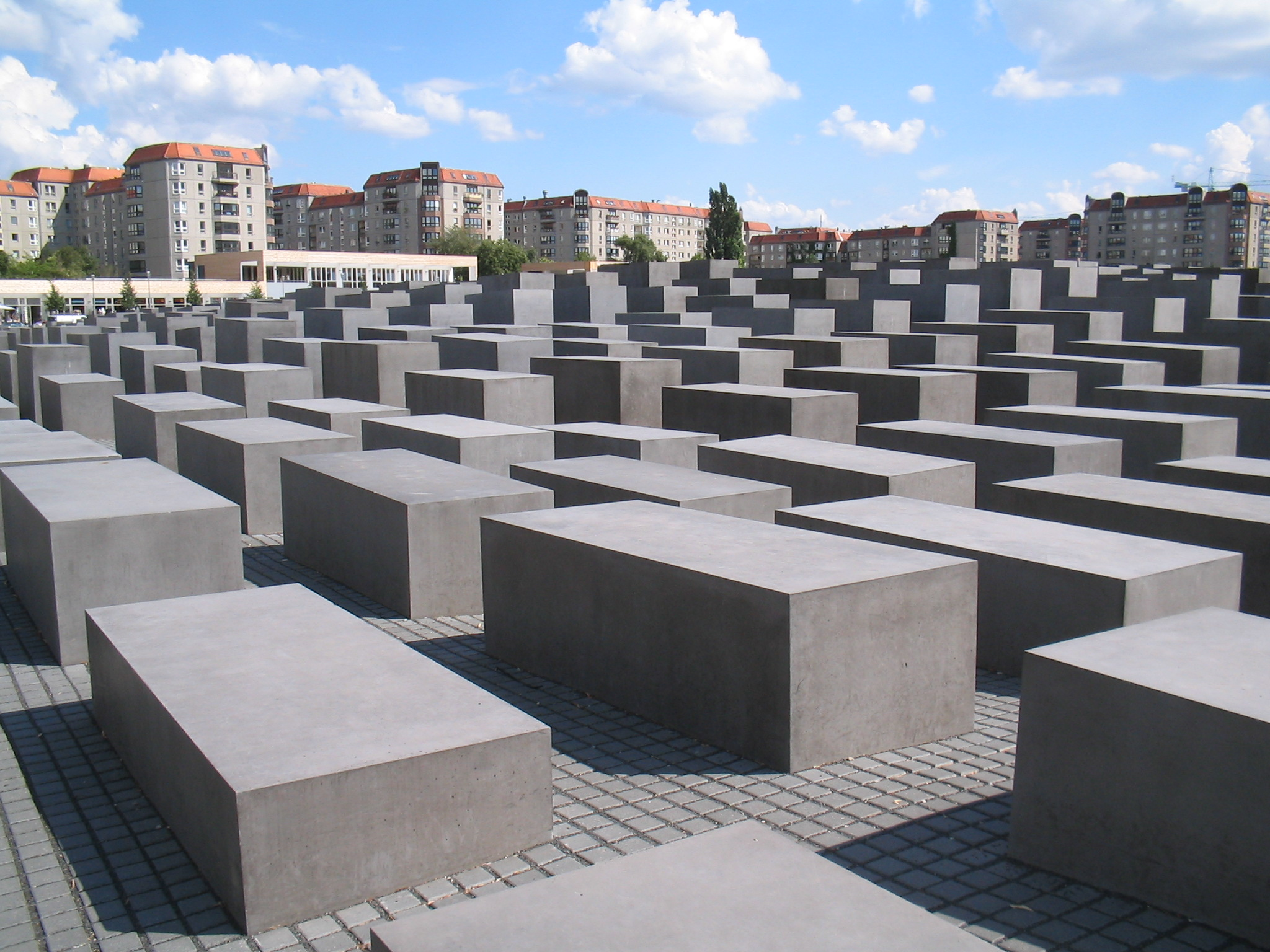
Auszeichnung 2006: Denkmal für die ermordeten Juden Europas, Peter Eisenman

### 2003
Preise

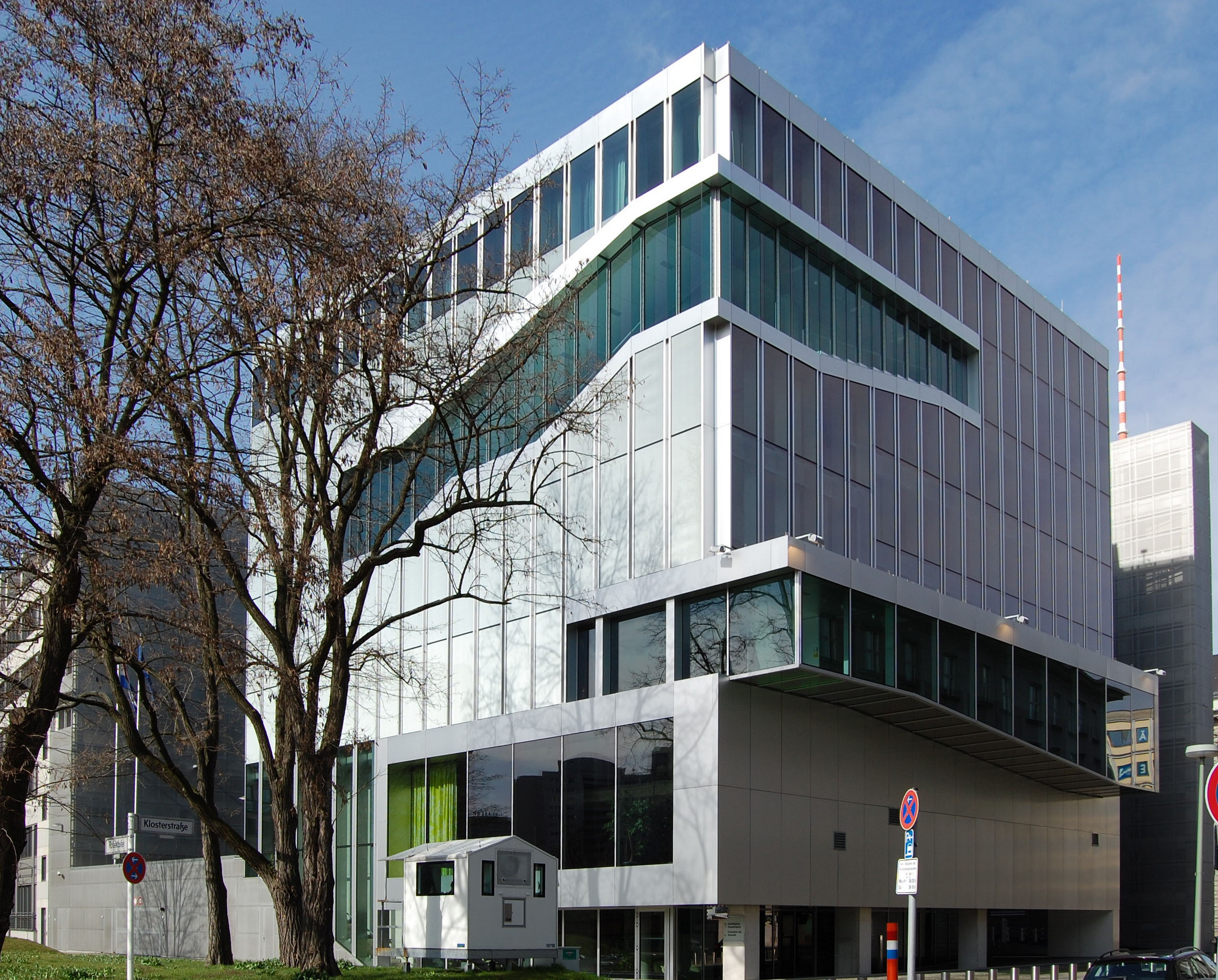
Preis 2003: Niederländische Botschaft Berlin, Office for Metropolitan Architecture OMA (Rem Koolhaas und Ellen van Loon)

- Niederländische Botschaft, Berlin-Mitte (Lage); Planung: Rem Koolhaas und Ellen van Loon / O.M.A.; Bauherr: Außenministerium der Niederlande
- Dachgeschossausbau Hessische Straße 5, Berlin-Mitte (Lage); Planung: Deadline Architekten; Bauherr: Jürgens, Jürgens, Griffin GbR

Auszeichnungen
- Botschaft der Schweiz, Otto-von-Bismark-Allee, Berlin-Tiergarten (Lage); Planung: Diener & Diener Architekten; Bauherren: Eidgenössische Finanzverwaltung Koordinationsstelle Bauwesen Zivil Bundesamt für Bauten und Logistik
- Oberstufenzentrum für Farbtechnik und Raumgestaltung, Immenweg 6, Berlin-Steglitz (Lage); Planung: Eckert-Negwer-Suselbeek Architekten; Bauherr: Senat von Berlin
- Institut für Physik der Humboldt-Universität, Newtonstraße 15, Berlin-Adlershof (Lage); Planung: Augustin und Frank; Bauherr: Land Berlin, Senatsverwaltung für Stadtentwicklung
- Bürogebäude Köthener Straße 2–3, Berlin-Kreuzberg (Lage); Planung: Giorgio Grassi; Bauherren: A+T Projektentwicklungsgesellschaft & Co.
- Kirche St. Canisius, Witzlebenstraße 11, Berlin-Charlottenburg (Lage); Planung: Heike Büttner, Claus Neumann, George Braun; Bauherren: Katholische Kirchengemeinde St. Canisius

### 2000
Preis
- GSW-Hochhaus, Berlin-Kreuzberg (Lage); Planung: Sauerbruch + Hutton, Berlin

Auszeichnungen
- Neubau Jüdisches Museum, Berlin-Kreuzberg (Lage); Planung: Daniel Libeskind, Berlin
- Umbau des Reichstagsgebäudes, Berlin-Tiergarten (Lage); Planung: Foster + Partners, London
- Olympische Rad- und Schwimmsporthalle Velodrom, Berlin-Friedrichshain (Lage), Dominique Perrault, Paris
- Bundesministerium für Verkehr, Bau- und Wohnungswesen Invalidenstraße, Berlin-Mitte (Lage); Planung: Max Dudler, Berlin/Zürich/Frankfurt
- Neubau Auswärtiges Amt, Berlin-Mitte (Lage); Planung: Thomas Müller, Ivan Reimann, Berlin
- ARD-Hauptstadtstudio, Berlin-Mitte, Planung (Lage): Ortner & Ortner Baukunst
- Krematorium Baumschulenweg, Berlin-Treptow (Lage); Planung: Axel Schultes
- Kindertagesstätte Münchehagenstraße, Berlin-Karow (Lage); Planung: Höhne & Rapp, Stephan Höhne, Berlin
- Estradenhaus Choriner Straße, Berlin-Prenzlauer Berg (Lage); Planung: Wolfram Popp, Berlin

### 1998
Preise

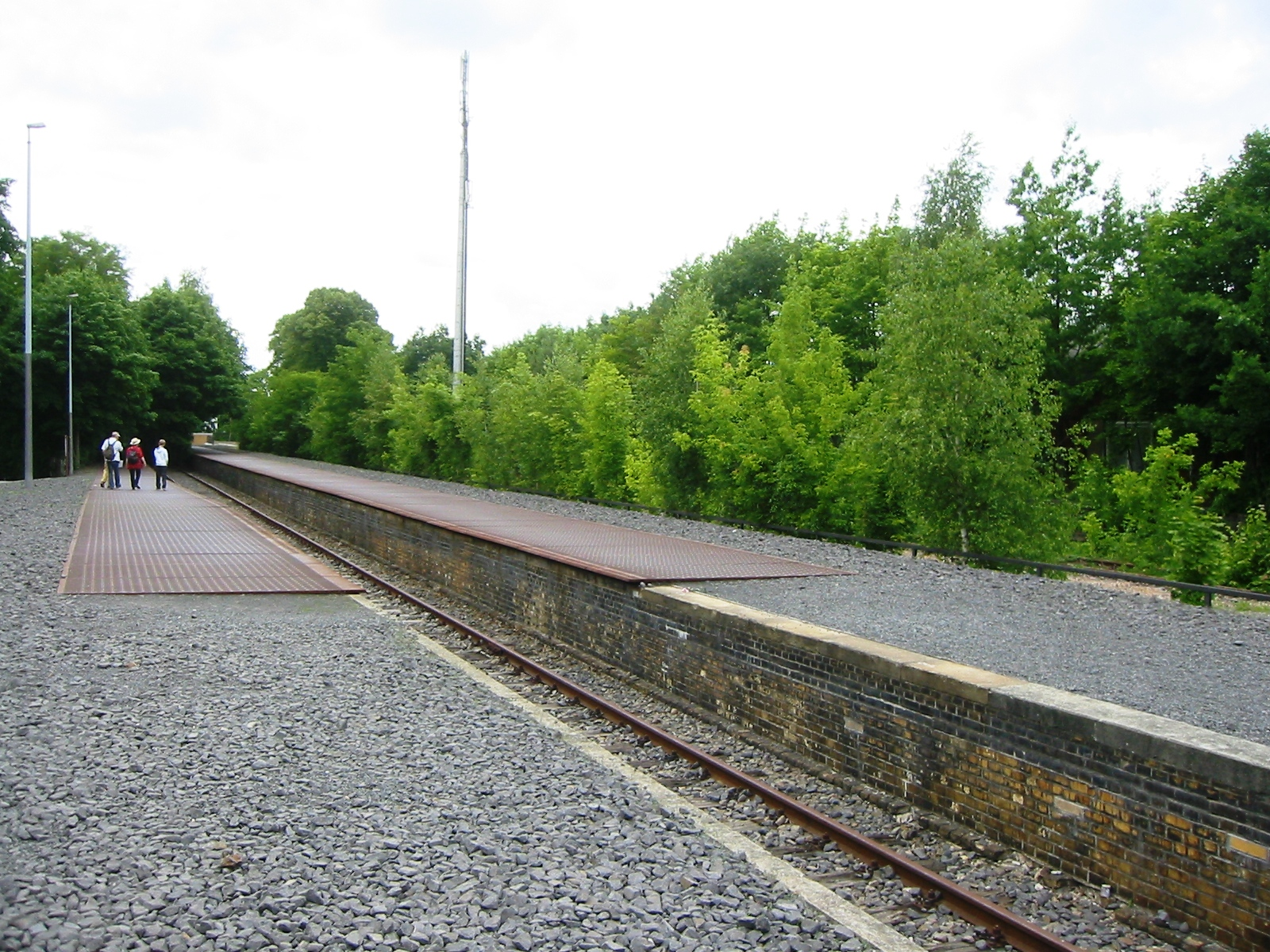
Preis 1998: Mahnmal Gleis 17, Bahnhof Grunewald, Nikolaus Hirsch, Wolfgang Lorch, Andrea Wandel;

- Kindertagesstätte Nr. 9, Sägebockweg 107, Berlin-Karow (Lage); Planung: José Paulo dos Santos und Barbara Hoidn; Bauherren: Bezirksamt Weißensee
- Mahnmal Gleis 17, Bahnhof Grunewald (Lage); Planung: Nikolaus Hirsch, Wolfgang Lorch, Andrea Wandel; Bauherren: Deutsche Bahn AG

Auszeichnungen
- Jugendfreizeitheim Blankenfelder Straße, Berlin-Pankow; Planung: Barkow-Leibinger mit Douglas Gauthier; Bauherren: ERGERO Grundstückserschließungsgesellschaft mbH
- Quartier Pulvermühle, Romy-Schneider-Straße 4–6, Berlin-Haselhorst (Lage); Planung: Bernd Albers; Bauherren: GSW
- Innovationszentrum für Umwelttechnologie, Rudower Chaussee, Berlin-Adlershof; Planung: Eisele-Fritz-Bott-Hilka, Begemann + Partner; Bauherren: WISTA Management GmbH
- Oberstufenzentrum für Sozialversicherungen, Helmholtzstraße 37, Berlin-Oberschöneweide (Lage); Planung: Léonwohlhage (Hilde Léon, Konrad Wohlhage, Siegfried Wernick); Bauherren: Senat von Berlin
- Photonikzentrum Scheelestraße, Berlin-Adlershof (Lage); Planung: Sauerbruch-Hutton; Bauherren: WISTA Management GmbH

### 1996
Preis
- Siedlung Spruch, Berlin-Buckow (Lage); Planung: Engel und Zillich; Bauherren: Haschtmann, Baubetreuungsgesellschaft mbH

Auszeichnungen

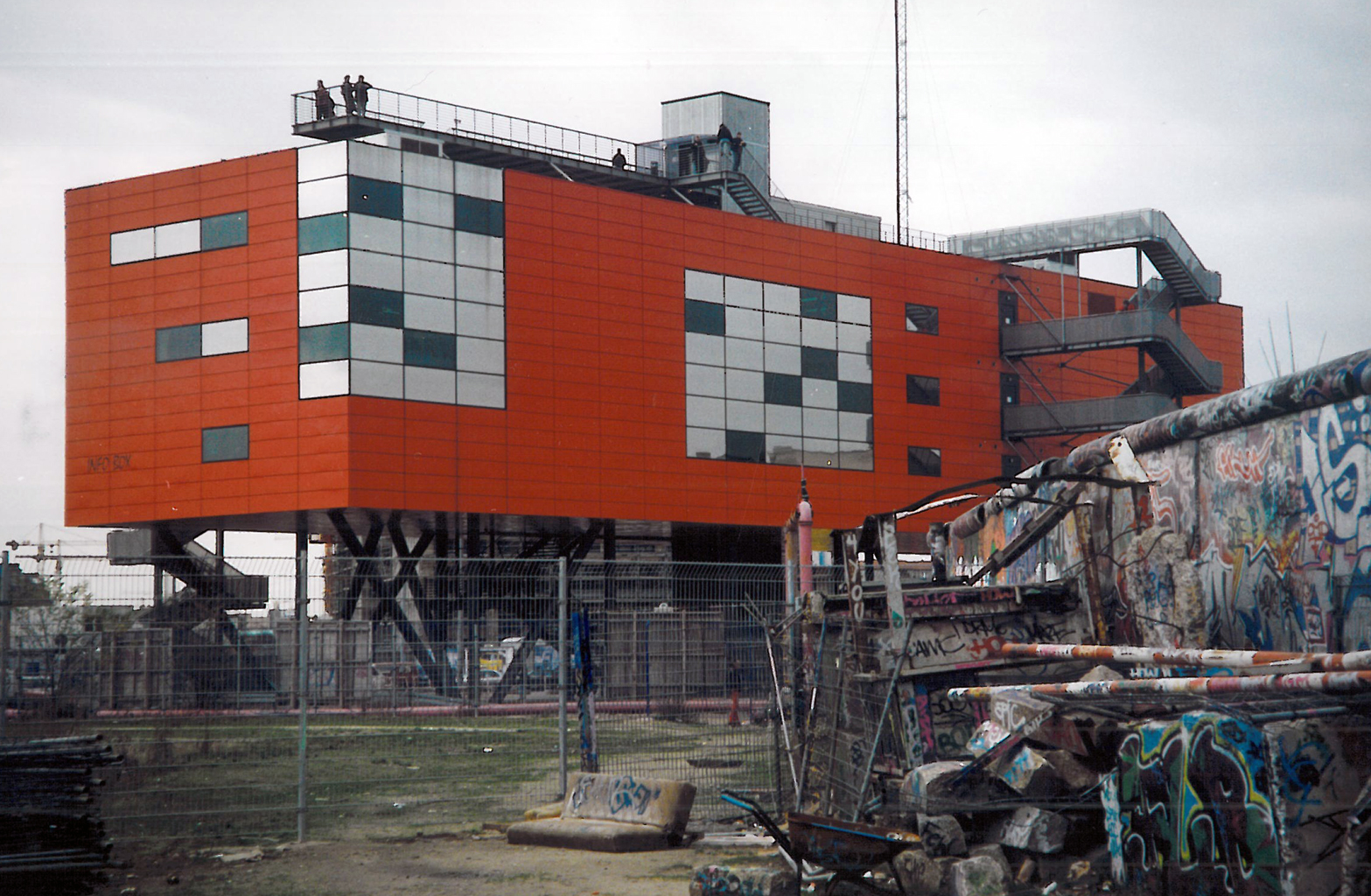
Auszeichnung 1996: Infobox am Potsdamer Platz: Schneider + Schumacher

- Virchow-Klinikum, Bauten für Forschung und Lehre, Augustenburger Platz, Berlin-Wedding (Lage); Planung: Hannelore Deubzer und Jürgen König; Bauherren: Virchow Klinikum, Med. Fakultät der Humboldt-Universität
- Wohnbebauung am Emstaler Platz, Berlin-Reinickendorf (Lage); Planung: Perpetua Rausch & Heinz Willems; Bauherren: GEWOBAU
- Engelhardt-Höfe, Berlin-Charlottenburg (Lage); Planung: Petra und Paul Kahlfeldt; Bauherren: Brau und Brunnen AG
- Bibliothek am Luisenbad, Berlin-Gesundbrunnen (Lage); Planung: Rebecca Chestnutt & Robert Niess; Bauherren: Bezirksamt Wedding, Hochbauamt
- Infobox am Potsdamer Platz; Planung: Schneider + Schumacher; Bauherren: Baustellenlogistik GmbH

### 1994
Preise

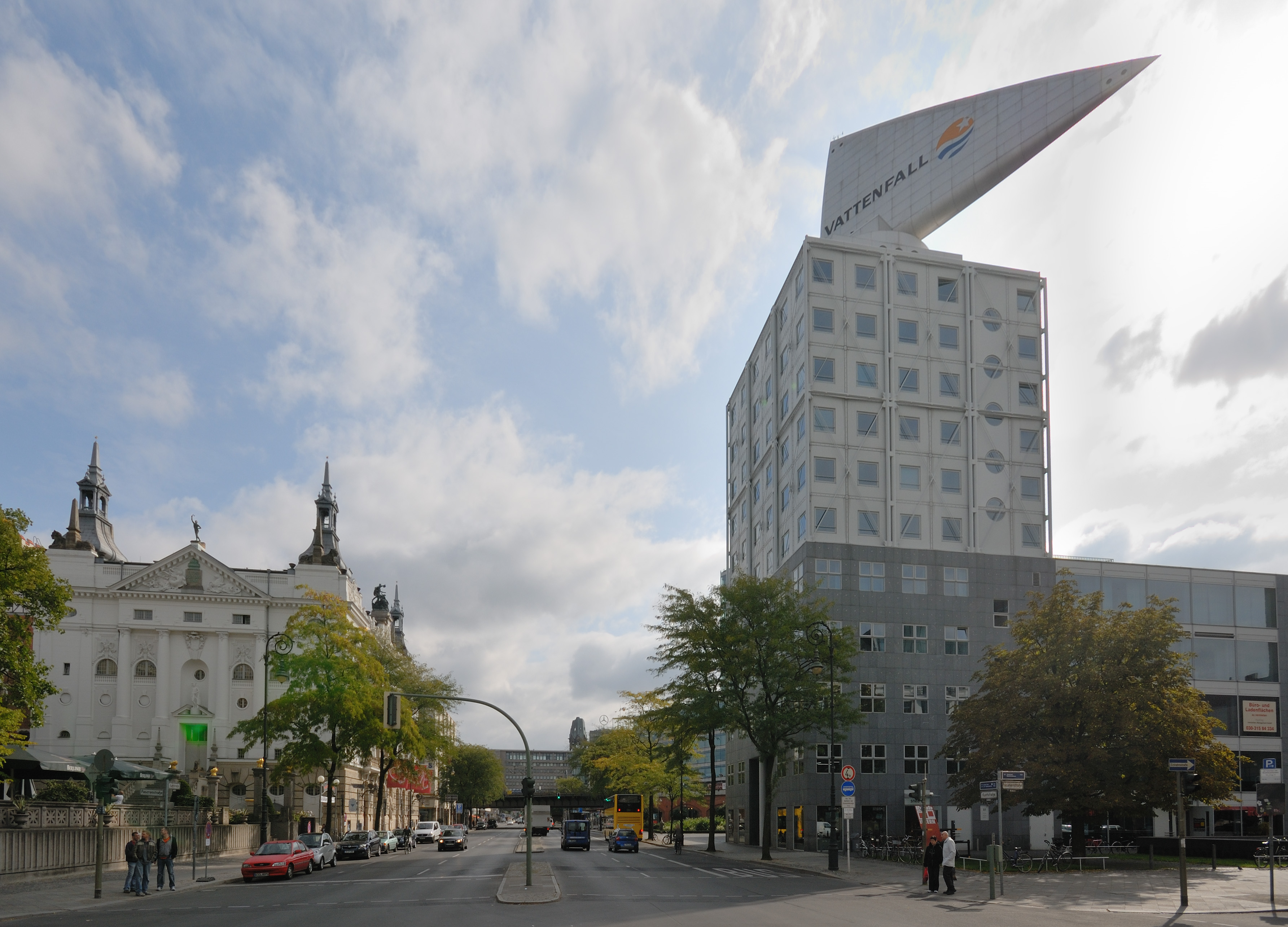
Preis 1994: Kant-Dreieck, Josef Paul Kleihues

- Wohnhaus Alte Jakobstraße 45/46, Berlin-Kreuzberg (Lage); Planung: Carmen Geske & Thomas Wenzel; Bauherren: BEWOGE
- Erweiterung der Renée-Sintenis-Grundschule, Berlin-Frohnau (Lage); Planung: Hilde Léon & Konrad Wohlhage; Bauherren: Bezirksamt Reinickendorf, Abt. Volksbildung
- Büro- und Geschäftshaus Kant-Dreieck, Berlin-Charlottenburg (Lage); Planung: Josef Paul Kleihues; Bauherren: KapHag

Engere Wahl
- S-Bahnhof Bornholmer Straße, Berlin-Pankow (Lage); Planung: Dörr, Ludolf, Wimmer; Bauherren: Land Berlin und Deutsche Reichsbahn

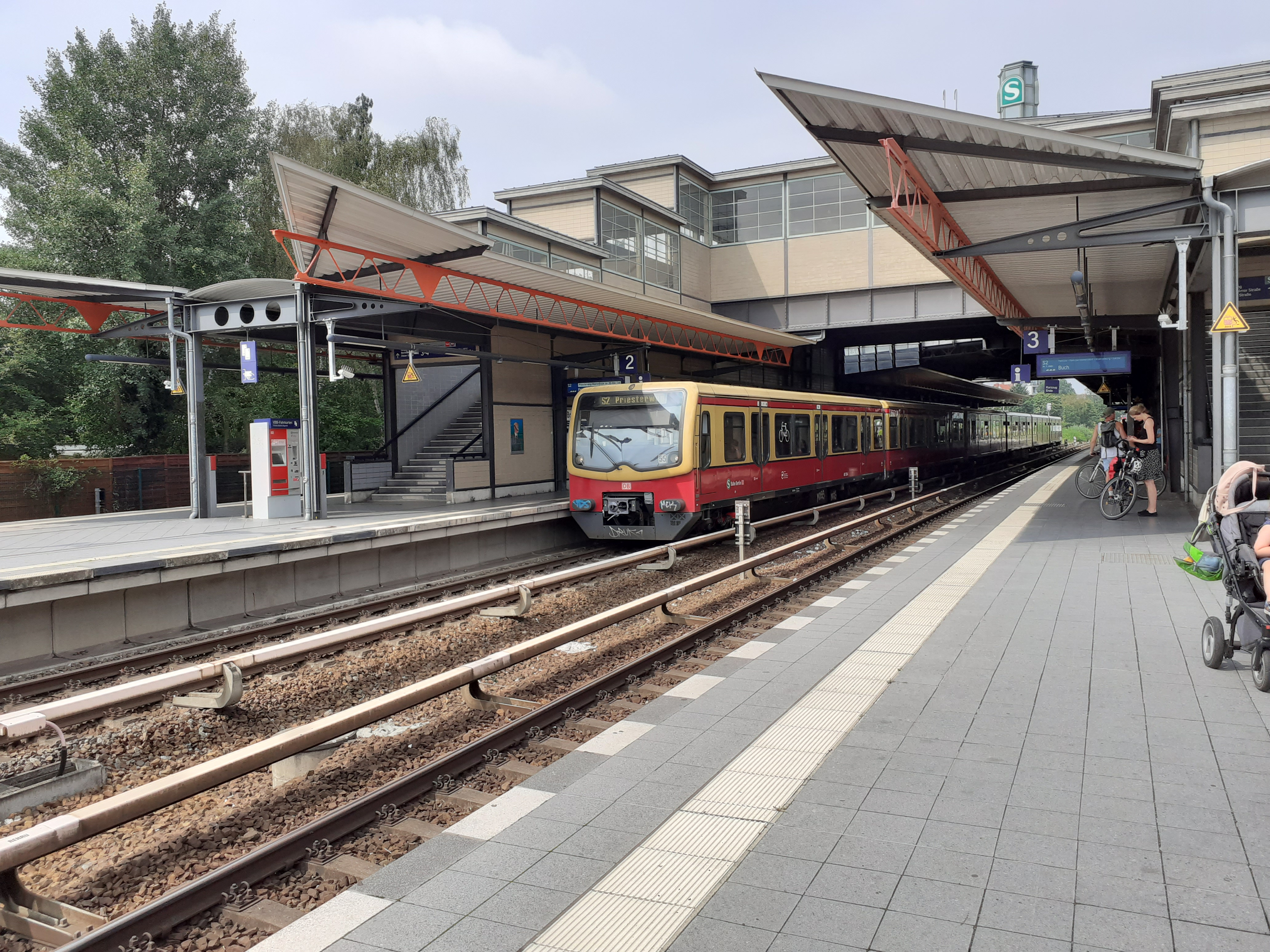
Auszeichnung 1994: S-Bahnhof Bornholmer Straße, Dörr, Ludolf, Wimmer

- Sporthaus Buckower Damm 150, Berlin-Britz (Lage); Planung: Ilse Lohöfer und Bodo von Essen; Bauherren: Bezirksamt Neukölln
- Kindertagesstätte Lützowstraße 41/42, Berlin-Tiergarten (Lage); Planung: Jaspar Halfrnann und Klaus Zillich; Bauherren: Bezirksamt Tiergarten
- Büro- und Geschäftshaus Wexstraße 2, Berlin-Schöneberg (Lage); Planung: Maedebach, Redeleit & Partner; Bauherren: BB-Grundfonds Gesellschaften
- Mietwohnhaus Gitschiner Straße 13, Berlin-Kreuzberg (Lage); Planung: Plessow, Ehlers, Krop; Bauherren: GSW
- Umbau des ehemaligen Preußischen Landtages zum neuen Abgeordnetenhaus von Berlin (Lage); Planung: Rolf Rave, Jan Rave, Walter Krüger, Maria Stankovic; Bauherren: Abgeordnetenhaus Berlin

### 1992
Preise
- Horst-Korber-Sportzentrum, Berlin-Westend (Lage); Planung: Christoph Langhof Architekten; Bauherren: Landessportbund Berlin e. V.
- Erweiterung der Albert-Einstein-Oberschule, Berlin-Neukölln (Lage); Planung: Stefan Scholz für BJSS (Bangert, Jansen, Scholz, Schultes); Bauherren: Bezirksamt Neukölln, Abt. Volksbildung, vertreten vom Hochbauamt

Auszeichnungen

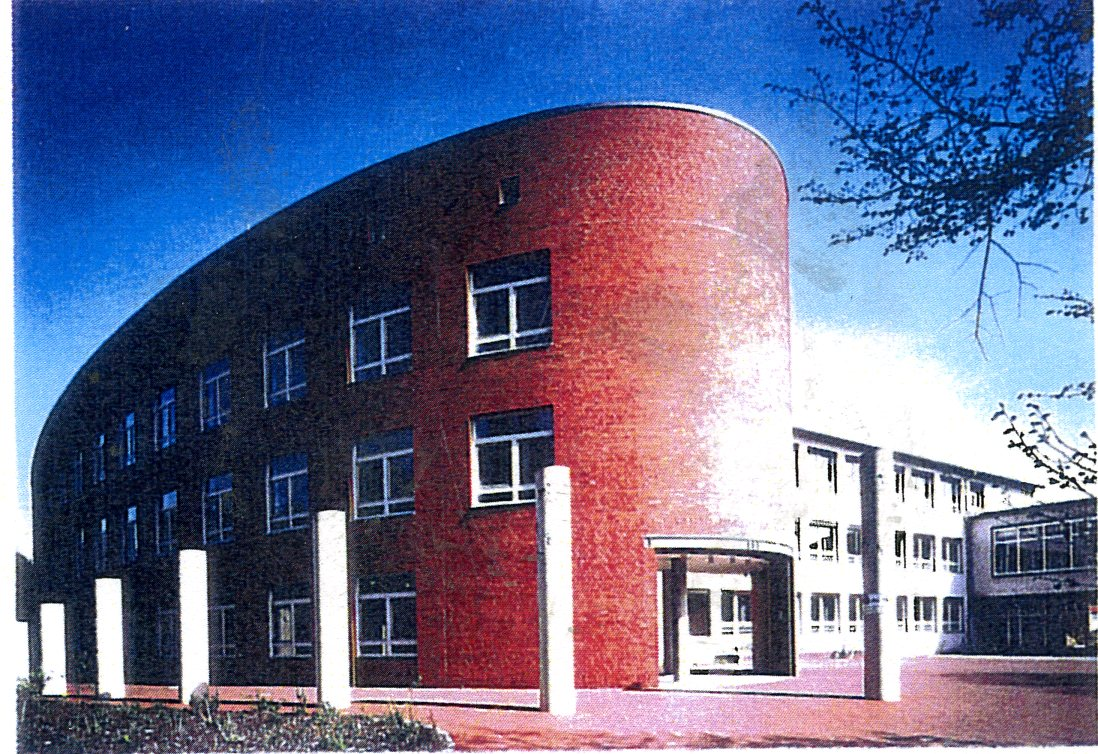
Preis 1992: Erweiterung der Albert-Einstein-Oberschule, Stefan Scholz für BJSS

- Bürogebäude und Werkhalle, Berlin-Reinickendorf (Lage); Planung: Backmann + Schieber; Bauherren: B. und M. Gebauer Steinmetzarbeiten
- Redaktions- und Produktionshaus der TAZ, Berlin-Kreuzberg (Lage); Planung: Gerhard Spangenberg mit Brigitte Steinkilberg; Bauherren: TAZ, die Tageszeitung
- Wohnhaus Kurfürstenstraße 59, Berlin-Tiergarten (Lage); Planung: Hilmer & Sattler Architekten; Bauherren: Treuhandelsgesellschaft AG
- Büro- und Geschäftshaus Salamander, Tauentzienstraße 15, Berlin-Charlottenburg (Lage); Planung: von Gerkan, Marg + Partner; Bauherren: Salamander AG